# Année lombarde
L'année lombarde (ou la clause du même nom) est une pratique qui consiste à calculer les intérêts d'un prêt sur la base d'une période de 360 jours (au lieu d'une année civile). 
Cette pratique, apparue au Moyen Âge et attribuée aux banquiers lombards, simplifie les calculs des intérêts d'un prêt. En effet, le chiffre 360 est divisible entre autres par 12, 6, 4 et 2, ce qui permet de calculer plus aisément les intérêts dus pour des périodes inférieures à une année. L'autre effet est d'augmenter la rémunération du banquier au détriment de l'emprunteur.
Depuis 1998, une directive européenne impose aux banques et aux organismes de crédit d’effectuer le calcul des intérêts relatifs à un emprunt (taux effectif global) sur une base de 365 jours. Une annexe à l’article R 313-1 du Code de la consommation est depuis venue confirmer cette disposition légale

## Jurisprudence en France
En France, la référence à l’année de trois cent soixante jours, dite lombarde, est admise dans les rapports entre professionnels, mais la Cour de cassation sanctionne cette pratique dans les prêts consentis à des consommateurs ou à des non-professionnels en substituant l'intérêt légal (voir taux de l'intérêt légal en France) au taux conventionnel. 